# زمین‌لرزه ۱۹۸۹ الجزایر
زمین‌لرزه الجزایر  در تاریخ ۲۹ اکتبر ۱۹۸۹ میلادی، برابر با ‎۷ آبان ۱۳۶۸، ساعت ۱۹:۰۹:۱۲ به زمان یوتی‌سی در الجزایر رخ داد. ژرفای این زلزله ۹٫۳ کیلومتر بود، و بزرگی آن ۵٫۹ در مقیاس Mw اعلام شده‌است. زمین‌لرزه به وقت محلی در روز یکشنبه، ساعت ۲۰ روی داده و منطقه زمانی آن یوتی‌سی +۱ بوده‌است .
سازمان زمین‌شناسی آمریکا نیز رومرکز این زمین‌لرزه را در مختصات ۳۶°۴۷′۱۷″شمالی ۲°۲۶′۵۳″شرقی / ۳۶٫۷۸۸°شمالی ۲٫۴۴۸°شرقی و ژرفای آنرا در ۵ کیلومتر گزارش کرده‌است. بزرگی برگزیدهٔ این سازمان از میان بزرگیهای محاسبه‌شدهٔ مختلف ۵٫۹ در مقیاس MS بوده و از دید اثر، در میان چهار دسته‌بندی «نامحسوس»، «محسوس»، «زیان‌آور» یا «با تلفات»، زلزله را «با تلفات» اعلام کرده‌است.
پروژهٔ «تنسور گشتاور مرکزوار» زاویه‌های (راستا، شیب، ریک) گسل سازندهٔ زمین‌لرزه و صفحه عمود بر آنرا (°۹۱، °۴۸، °۱۱۹) یا (°۲۳۱، °۵۰، °۶۲) و نوع گسل را «معکوس» فرارسانده‌است.
شمار کشتگان زلزله حدود ۳۵ نفر بوده‌است.تعداد زخمیان ۷۰۰ نفر برآورده شده‌است.